# Ramses VII
Ramses VII var en fornegyptisk farao av Egyptens tjugonde dynasti. Hans regeringstid inföll mellan 1134/1132 f.Kr. och 1126/1123 f.Kr.. Hans grav, KV1, ligger i Konungarnas dal men hans mumie har aldrig hittats.